# Augustus 1936
| Deze maand                                                                                           |
| --- |
| - Olympische Spelen in Berlijn - Dictatuur in Griekenland - Internationale non-interventie in Spanje |

De volgende gebeurtenissen speelden zich af in augustus 1936. Sommige gebeurtenissen kunnen één of meer dagen te laat zijn vermeld doordat ze op de datum staan aangegeven waarop ze in het nieuws kwamen in plaats van de datum waarop ze daadwerkelijk plaatsvonden.
- 1: Bij Rabat wordt de aankomst van Italiaanse vliegtuigen ten behoeve van het opstandelingenleger gemeld. Italië ontkent dit.
- 1: Nederland legt een geschil met België, waarin werken rond het Albertkanaal volgens Nederland in strijd zijn met het Nederlands-Belgisch traktaat betreffende wateronttrekkingen aan de Maas, voor aan het Permanent Hof van Internationale Justitie.
- 1: De Olympische Zomerspelen 1936 in Berlijn worden geopend.
- 2: Duitsland en Italië aanvaarden een uitnodiging van het Verenigd Koninkrijk, Frankrijk en België tot een conferentie.
- 2: De Nederlandse regering komt met maatregelen die moeten leiden tot een betere verdeling van de steungelden:
  - afschaffing van de huurtoeslag
  - meer werkverschaffingsprojecten
  - beperking van de aftrek voor inkomsten van inwonende gezinsleden
  - verdere uitbreiding van de steun in de vorm van levensmiddelen
- 2: In een telegram aan de andere grote mogendheden bepleit Frankrijk non-interventie in de Spaanse Burgeroorlog.
- 2: De Spaanse opstandelingen vormen een regering, zetelend in Burgos.
- 3: Het Verenigd Koninkrijk en de Sovjet-Unie komen tot een akkoord op het gebied van de vlootsterkte.
- 3: Twee Duitse oorlogsschepen komen aan in Ceuta en hun officieren brengen een bezoek aan Francisco Franco.
- 4: De Olympische Zomerspelen 1940 worden toegewezen aan Tokio. Over de Olympische Winterspelen 1940 wordt een beslissing tot 1937 uitgesteld.
- 4: De Nederlandse regering dient haar voorstellen tot wijziging van de grondwet in. Hierin onder meer:
  - Verlaging van de toelagen van koning, ministers en Kamerleden. De echtgenoot van een koningin of kroonprinses en de weduwe van een koning krijgen een toelage.
  - Invoering van de mogelijkheid van ministers zonder portefeuille
  - Aan Tweede Kamerleden die een verandering van de rechtsorde op onwettige wijze voorstaan kan het lidmaatschap ontzegd worden. Hiervoor is een stemming in de Tweede Kamer nodig, welke een tweederdemeerderheid dient te krijgen.
  - Geen parlementaire onschendbaarheid in geval van openbaring van geheimen en opruiing.
- 5: In verband met de afkondiging van een algemene staking kondigt de Griekse premier Metaxas de staat van beleg in Griekenland af en ontbindt ie het parlement. Alle communistische afgevaardigden worden gearresteerd.
- 5: De Spaanse ex-premier Ricardo Samper wordt gearresteerd.
- 6: In Catalonië wordt een nieuwe regering gevormd, waarin de socialisten niet vertegenwoordigd zijn.
- 8: Sylvère Maes wint de Tour de France.
- 9: De Spaanse regeringstroepen melden verovering van Ibiza en Formentera op de opstandelingen.
- 11: In Barcelona wordt een aantal priesters gedood.
- 12: Joachim von Ribbentrop wordt benoemd tot Duits ambassadeur in het Verenigd Koninkrijk.
- 12: Nederlandse steuntrekkers protesteren tegen de intrekking van de huurtoeslag.
- 12: Duitsland en Oostenrijk sluiten een aantal verdragen:
  - Opheffing van de blokkades op het personenverkeer tussen beide landen
  - Uitbreiding van de onderlinge handel
- 14: In Spanje kunnen de huizen van kloosterorden en congregaties die bij de burgeroorlog betrokken zijn worden geconfisqueerd.
- 15: Wim Kan en Corry Vonk richten het ABC-cabaret op.
- 16: De Olympische Zomerspelen 1936 worden beëindigd.
- 16: Bij verkiezingen voor het provinciale kabinet van Quebec lijden de liberalen, die 40 jaar aan de macht zijn geweest in de provincie, een zware nederlaag. De conservatieve Union Nationale krijgt 52 van de 90 zetels, de liberalen slechts 6.
- 17: De Spaanse nationalisten onder leiding van Francisco Franco veroveren Badajoz.
- 19: Duitsland toont zich bereid om, zoals Frankrijk verzoekt, de uitvoer van oorlogsmateriaal naar Spanje te verbieden, echter slechts onder voorwaarden.
- 19: Spaanse regeringstroepen verslaan de Nationalisten bij Medellín.
- 20: Een poging van de Spaanse regeringstroepen om op Mallorca te landen, mislukt.
- 22: Vier in Berlijn woonachtige Nederlanders worden uitgewezen, als represaille voor de uitwijzing van vier in Limburg woonachtige Duitsers wegens overtreding van het verbod op politieke activiteit door buitenlanders.
- 23: Kardinaal Francisco de Asís Vidal y Barraquer, aartsbisschop van Taragona, wordt in Barcelona door de menigte vermoord.
- 23: Italië stemt in principe in met het Franse plan voor non-interventie in de Spaanse Burgeroorlog.
- 23: In een kanselbrief spreken de Duitse Evangelische dominees zich uit tegen delen van het nationaalsocialistische gedachtegoed, en bepleiten zij vrijheid voor de godsdienstoefening en de christelijke pers en liefdadigheid.
- 24: In het proces tegen Grigori Zinovjev, Lev Kamenev en 14 andere verdachten worden zij allen ter dood veroordeeld omdat ze een trotskistisch complot tegen Stalin zouden vormen.
- 24: De actieve dienstplicht wordt in Duitsland verhoogd tot 2 jaar.
- 26: De haven van Enschede wordt officieel in gebruik genomen.
- 29: Vliegveld Ypenburg wordt geopend.
- 29: De Roemeense premier Gheorghe Tătărescu vormt een nieuw kabinet. Opvallend is dat Nicolae Titulescu, sinds 1932 minister van buitenlandse zaken, geen deel meer uitmaakt van de regering. De nieuwe minister van buitenlandse zaken is Victor Antonescu.
- 30: Trotski wordt uit Noorwegen uitgewezen.
- 31: De Queen Mary behaalt de Blauwe wimpel voor de snelste oversteek van de Atlantische Oceaan.
- 31: Bij Irun verzetten de regeringstroepen zich tegen een nationalistisch offensief.

En verder:
- Egypte en het Verenigd Koninkrijk sluiten een akkoord betreffende de Britse militaire aanwezigheid in Egypte:
  - De Britse troepenmacht wordt beperkt tot 10.000 man, welke geconcentreerd zijn in de zone rond het Suezkanaal.
  - Caïro en Aboekir worden door de Britse troepen verlaten.
  - Egyptische havens kunnen in vredestijd niet door de Britten gebruikt worden, in oorlogstijd wel.
  - Egypte mag zijn leger uitbreiden zonder het Verenigd Koninkrijk te hoeven raadplegen.
- In de Poolse buitenlandse politiek vindt een ommekeer plaats, waarbij het land in plaats van toenadering tot Duitsland te zoeken, zich meer richt op een nauwere relatie met Frankrijk, Tsjecho-Slowakije en de Sovjet-Unie.

<< · januari · februari · maart · april · mei · juni · juli · augustus · september · oktober · november · december · >>